# Катерина Бранденбурзька
Катерина Бранденбурзька (Кенігсберг, 28 травня 1602 — 27 серпня 1649, Шенінген) — обрана принцеса Трансільванії 1629-1630 років. Була дочкою Йоганна Сигізмунда, курфюрста Бранденбурга, та Анни Прусської.

## Життєпис
Катерина виросла в Бранденбурзі, але жила з матір'ю у Швеції кілька років після одруження її сестри Марії Елеонори з королем Швеції Густавом Адольфом у 1620 році. Здобула відповідну освіту, щоб стати ідеальною дружиною правителя, і була «багата на чесноти, які повинна мати жінка правителя». 

### Принцеса-консорт Трансільванії
2 березня 1626 року Катерина вийшла заміж за Габора Бетлена, принца Трансільванії. Цей шлюб об’єднав протестантського принца Трансільванії з протестантськими державами Данії, Швеції та Пфальцу. Шлюб за дорученням відсвяткували в Берліні, а другий шлюб уклали особисто в Кошиці в Трансільванії (тепер у Словаччині) після приїзду Катерини. Пара оселилася в Альба-Юлії в Трансільванії.
Шлюб не називають щасливим. У Ґабора Бетлена було багато коханок, і у Катерини також були коханці, серед яких Іштван Чакі – проте через подвійні стандарти того часу лише Катерина мала через це погану репутацію. 
Шлюб залишився бездітним. Умовою шлюбного контракту було те, що Катерина повинна бути обрана спадкоємицею свого чоловіка, і вона була обрана його наступницею сеймом Трансільванії та склала свою урочисту присягу як його наступниця в травні-червні 1626 року, після чого її статус був підтверджений Блискучою Портою завдяки зусиллям голландських і англійських союзників Бетлена. Бетлен підтвердив її обрання у своєму політичному заповіті, в якому він зазначив, що «можливо, жодна інша знаменита принцеса ніколи не варта бути обраною».
Принц Габріель Бетлен помер 25 листопада 1629 року.

### Принцеса-правителька Трансільванії
Її політика полягала в тому, щоб повернути Трансільванію під вплив імператора Священної Римської імперії Фердинанда II. Протягом року вона марно намагалася втриматися на троні, спираючись на свого фаворита Іштвана Чакі, але 21 вересня 1630 року була змушена залишити владу.

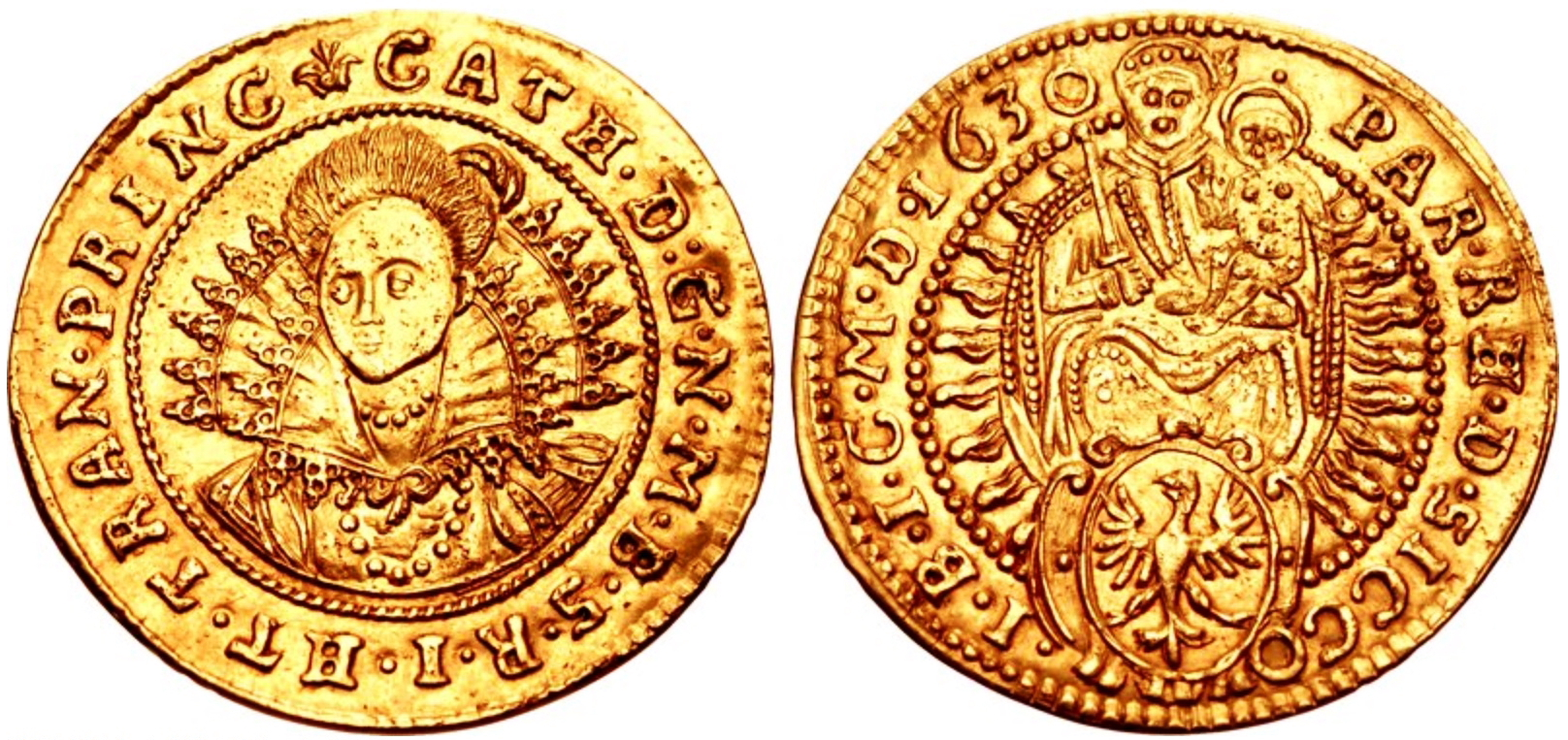
Трансільванський дукат Катерини Бранденбурзької, 1630 р.

Блискуча Порта спочатку обрала наступником свого швагра Іштвана Бетлена, але зрештою його змінив Дєрдь I Ракоці. Нового князя було обрано 1 грудня 1630 року.

### Подальше життя
Катерина Гогенцоллерн повернулася до Німеччини, де в 1633 році прийняла католицизм і в 1639 році вийшла заміж за Франциска Карла Саксен-Лауенбурзького. Померла 27 серпня 1649 року.